# 현 그래프

녹색 변은 검은색 변 5개로 구성된 회로의 현이다. 녹색 변을 지우게 되면 이 그래프는 현 그래프가 아니게 된다.

그래프 이론에서 현 그래프(弦graph, 영어: chordal graph)는 큰 "구멍"이 나 있지 않는 그래프이다.

## 정의
그래프 {\displaystyle \Gamma }의 순환 {\displaystyle C\subset \Gamma }의 현(弦, 영어: chord) {\displaystyle e\in E(\Gamma )}은 {\displaystyle C}의 두 꼭짓점 사이에 있지만, {\displaystyle C}에 포함되지 않는 {\displaystyle \Gamma }의 변이다.
그래프 {\displaystyle \Gamma }에 대하여 다음 두 조건이 서로 동치이며, 이를 만족시키는 그래프를 현 그래프라고 한다.
- {\displaystyle \Gamma }의 크기가 4 이상인 임의의 순환은 현을 갖는다.
- {\displaystyle \Gamma }의 모든 전부분 순환은 크기가 3 이하이다.

## 성질
어떤 그래프가 현 그래프인지 여부는 다항식 시간 알고리즘으로 판별할 수 있다.

## 예
모든 완전 그래프나 나무는 현 그래프이다. 그러나 m>1, n>1인 경우 완전 이분 그래프 {\displaystyle K_{m,n}}는 현 그래프가 아니다.